# Janka Kupala
Janka Kupala (belaruszul: Янка Купала (születési neve Ivan Daminyikavics Lucevics, Іван Дамінікавіч Луцэвіч); Vjazinka, 1882. július 7. – Moszkva, 1942. június 28.) belarusz költő, író, drámaíró és publicista, a modern belarusz irodalom megteremtője. A Belarusz Szovjet Szocialista Köztársaság Nemzeti Költője (1925), 1928-tól a Belarusz Tudományos Akadémia, 1929-től a Szovjet Tudományos Akadémia tagja, a Sztálin-díj és a Lenin-rend kitüntetettje. Jakub Kolasz mellett kiemelkedő szerepet játszott a belarusz nemzeti kultúra és öntudat ébren tartásában a bolsevik rezsim idején.

## Élete
Lengyel származású kisnemesi családból származott. majorban született, ahol szülei földbérlők voltak. Földnélküli, cselédsorban élő családok között nőtt fel, és a belarusz hagyományokat tiszteletben tartó nevelésben részesült. 1898-ban fejezte be tanulmányait. Először saját gazdaságukban dolgozott, majd 1902-től, édesapja halála után, házitanító volt, és egy közeli szeszfőzdében írnokoskodott.
1903-ban jelent meg néhány lengyelül írt szentimentális költeménye. Belarusz nyelven 1904-ben írt először verset, de csak 1906-ban publikálhatott, mert addig tilos volt belarusz nyelven írni a cári Oroszországban. Versei a Nasa Nivában, a fehérorosz újjászületés Vilniusban alapított vezető hetilapjában jelentek meg. 1908-ban Vilniusba, az újjáéledő belarusz nemzeti mozgalom központjába költözött, és a Nasa Niva szerkesztőségében dolgozott. Ugyanebben az évben jelent meg a Жалейка (Tárogató) című verskötete, melynek példányait kormányellenes tartalom vádjával elkobozták Oroszországban. Bár a Kupala elleni letartóztatási parancsot 1909-ben visszavonták, a Жалейка (Tárogató) második kiadását újra lefoglalták, ezúttal a vilniusi helyi hatóságok. Ekkor Kupala elhagyta a Nasa Niva szerkesztőségét, hogy megkímélje a hetilapot a támadásoktól.
1909-ben Szentpétervárra települt át. 1910-ben több írását is publikálták, az Адвечная песьня (Örökké tartó dal) 1910 júliusában Szentpétervárott könyv formájában is megjelent. A Сон на кургане (Halomsíron látott álom), amelyet 1910 augusztusában fejezett be, Fehéroroszország siralmas állapotát szimbolizálja. Ezekben az években Makszim Gorkij is hatással volt Kupala írói munkásságára. 1913-ban visszament Vilniusba, és egy fehérorosz könyvkiadónál dolgozott. 1913-ban jelent meg Шляхам жыцьця (Életút) című verskötete, és ekkor írta a Раскіданае гняздо (Feldúlt fészek) című drámáját, melyet csak az 1917-es októberi orosz forradalom kitörése után mutattak be, és 1919-ben nyomtattak ki Vilniusban. A dráma egy parasztcsalád életén keresztül mutatja be a fehérorosz parasztság gyökértelenségét. Az első világháború kitörése után a Песьні вайны (A háború dalai) című versciklusán dolgozott. 1915-ben Moszkvába ment, és megkezdte tanulmányait Népfőiskolán. Decemberben behívták katonának, az utászoknál szolgált Minszkben, Polackban és Szmolenszkben.
1919-ben Minszkbe költözött, ahol a Belarusz Nemzeti Színház, a Belarusz Állami Egyetem és a Belarusz Szovjet Szocialista Köztársaság Tudományos Akadémiájának alapításán dolgozott. 1919-ben jelent meg a Звон (Csengő) című újság, amelynek főszerkesztője lett. A következő években újabb versekkel jelentkezett, és belaruszra fordította az Igor-éneket. 1922-ben jelent meg Спадчына (Örökség) című verskötete, amely a háború előtt és alatt írt költeményeit tartalmazta. 1922 nyarán fejezte be egyik fontos művét, Тутэйшыя (Helybeliek) című tragikomédiát. 1926 nyarán jelent meg Kupala újabb versciklusa Полымя (Láng) címmel, Fehéroroszország máig is vezető irodalmi folyóiratának hasábjain. A versek a rendszerrel való szembenállást fejezték ki, és emiatt hamarosan indexre kerültek.
Az 1930-as években elkezdődött a fehérorosz újjászületés mellett elkötelezett írók és költők üldözése. Kupalát is rendszeresen kihallgatták. A vádak és zaklatások felőrölték, öngyilkosságot kísérelt meg, de életben maradt. A kórházban írta meg azt a levelet (Адкрыты ліст Я. Купалы), amelyben nyilvánosan elhatárolta magát a nemzeti újjászületéstől. Élete utolsó éveit Kazanyban és Moszkvában töltötte. 1942 júniusában a Moszkva szálloda lépcsőjén lezuhant és életét vesztette.

## Emlékezete
A költőről színházat, parkot, utcát és metróállomást neveztek el Minszkben. Moszkvában és Minszkben több szobrot is állítottak neki. Minszkben és szülőfalujában Kupala-emlékmúzeum működik. 

## Művei

### Versek
- Жалейка
- Гусьляр
- Шляхам жыцьця
- Спадчына
- Безназоўнае
- Адцьвітаньне
- Песня будаўніцтву
- Беларусі ардэнаноснай
- Ад сэрца
- Беларускім партызанам

### Verses elbeszélések

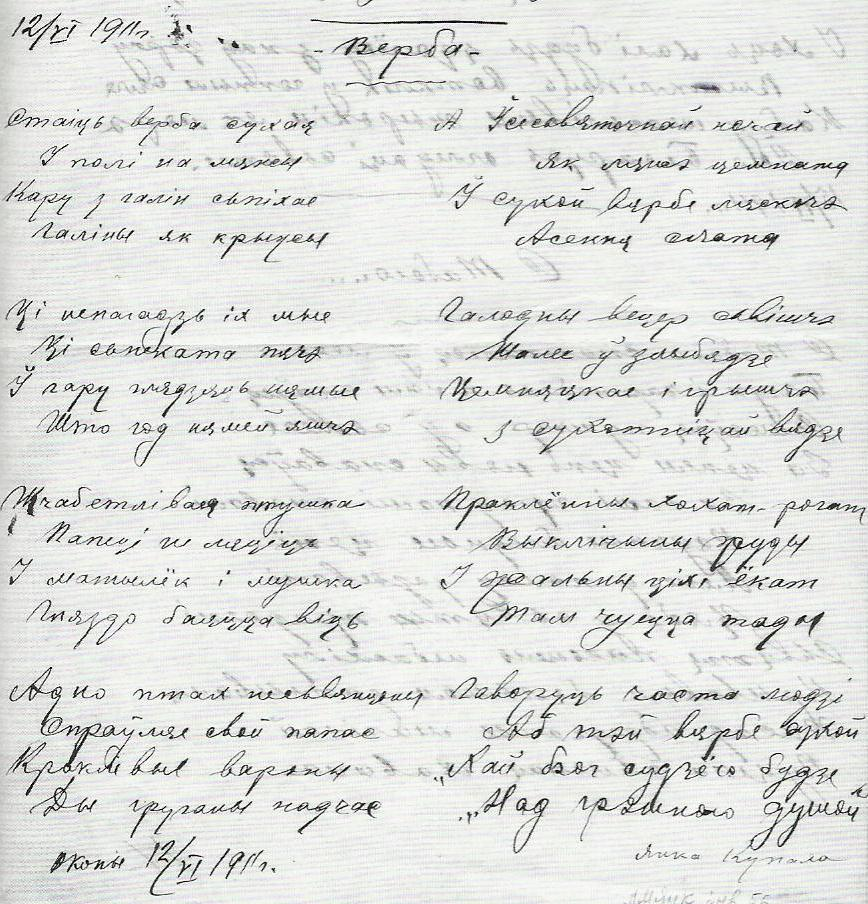
A Верба című versének kézirata (1911)

- Зімою
- Нікому
- Калека
- Адплата каханнем
- У Піліпаўку
- За што?
- Адвечная песьня ў ХІІ-ці праявах
- Курган
- Сон на кургане
- На Куццю
- На Дзяды
- Бандароўна
- Магіла льва
- Яна і я
- На папасе
- Безназоўнае
- З угодкавых настрояў
- Над ракой Арэсай
- Тарасова доля

### Drámák
- Паўлінка
- Прымакі
- Раскіданае гняздо
- Тутэйшыя

## Műfordítások
Belarusz nyelvre fordította Nyikolaj Alekszejevics Nyekraszov, Tarasz Hrihorovics Sevcsenko, Adam Mickiewicz, Ivan Andrejevics Krilov és Alekszandr Szergejevics Puskin műveit.

## Magyarul megjelent versei
- Csillagok órája. Válogatás a Szovjetunió köztársaságainak költészetéből; Budapest, 1980, Európa Kiadó ISBN 963-07-2051-5
  - Az én imám
  - Beloruszi partizánoknak
  - Aleszja
  - Mindazt

## Fordítás
- Ez a szócikk részben vagy egészben  a   Janka Kupala című német Wikipédia-szócikk fordításán alapul.  Az eredeti cikk szerkesztőit annak laptörténete sorolja fel. Ez a jelzés csupán a megfogalmazás eredetét és a szerzői jogokat jelzi, nem szolgál a cikkben szereplő információk forrásmegjelöléseként.